# Atomicofollia
Atomicofollia (The Atomic Kid) è un film del 1954, diretto da Leslie H. Martinson. È una storia di ambientazione fantascientifica. Il film è basato su uno dei racconti di Blake Edwards.

## Trama
Due amici vanno alla ricerca di uranio nelle distese del deserto del Nevada, ma uno di essi verrà esposto alle radiazioni di una bomba atomica e verrà poi ingaggiato dall'FBI come spia.

## Produzione
Le riprese durarono dal 14 giugno alla fine di luglio 1954, quando la lavorazione del film venne momentaneamente sospesa per riprendere in una data imprecisata.
Maurice Duke, che appare come produttore associato, era il manager di Rooney.
Il film viene trasmesso al Towne Theater nel 1955 in Ritorno al futuro durante il tentativo di Marty McFly di colpire il fulmine con la DeLorean.